# SN 2007cb
SN 2007cb – supernowa typu Ia odkryta 27 kwietnia 2007 roku w galaktyce E510-G31. W momencie odkrycia miała maksymalną jasność 16,80m.